# Młynek (gra)
Młynek – gra planszowa przeznaczona dla dwóch osób.

## Reguły
W najbardziej popularnym wariancie, każdy gracz ma po 9 pionów. Gra rozpoczyna się przez wylosowanie rozpoczynającego. Następnie gracze rozmieszczają na przemian swoje piony na polach planszy (punkty, w których schodzą się linie). Jeśli któremuś uda się ustawić swoje trzy piony w linii (młynek), może zdjąć z planszy dowolny pion przeciwnika, o ile nie są one ustawione w młynku. Gdy już wszystkie piony stoją na planszy, gracze mogą przesuwać je o jedno pole w jakimkolwiek kierunku.
W przypadku, kiedy graczowi pozostają na planszy tylko trzy piony, może on przestawiać wybrane ze swoich pionów na jakiekolwiek wolne pola, niekoniecznie sąsiednie. Koniec gry następuje w sytuacji, kiedy jeden z graczy pozostaje z dwoma pionami na planszy lub nie może wykonać dozwolonego ruchu (jest zablokowany, tzn. wszystkie pola sąsiednie z polami, na których stoją jego piony, są zajęte). Remis następuje wtedy kiedy trzykrotnie powtórzy się sytuacja na planszy lub jeśli żaden z graczy nie zrobi młynka w określonej liczbie ruchów (standardowo 40 lub 50).

## Wersje gry
Istnieją także warianty gry w młynek, w których gracze mają po trzy, sześć, dwanaście lub trzynaście pionów, z innym układem planszy.

Plansza do młynka na trzy pionki
Plansza do młynka na sześć pionków
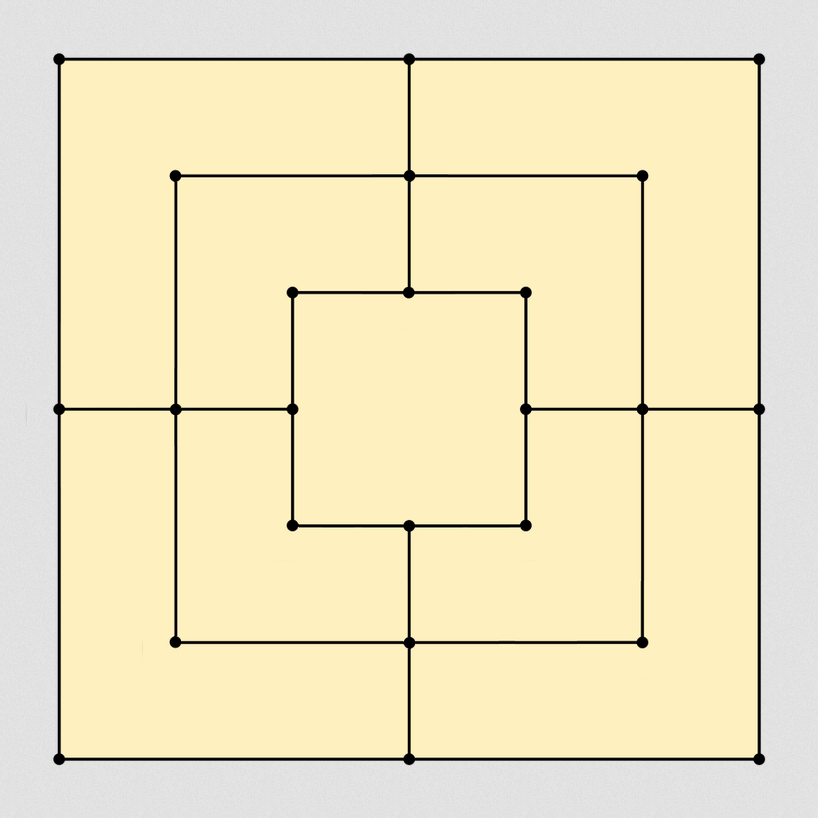
Plansza do młynka na dziewięć pionków
Plansza do młynka na 9 (młynek rozbudowane)[1] lub 12 (morabaraba) pionków

## Historia
Młynek jest jedną z najstarszych gier znanych do dziś. Jej pochodzenie nie jest jeszcze zbadane. Pierwsze ślady miniatur plansz do młynka znajdowano już w grobach z epoki brązu (ok. 3400–700 p.n.e.), pełniły wówczas prawdopodobnie rolę magiczną i występowały w roli amuletów. Sama gra znana jest na większości obszarów globu od niepamiętnych czasów, obecnie ma niezliczenie wiele odmian różniących się od siebie planszą oraz zasadami gry. Nie sposób więc dociec jej źródeł i dróg ekspansji. W Chinach gra była opisywana już przez Konfucjusza (551–479 p.n.e.).